# Cimetière des Longs Réages
Le cimetière des Longs Réages est le cimetière historique et principal de Meudon dans les Hauts-de-Seine en France. Inauguré en 1857, au 29 avenue de la Paix, il est l'un des deux cimetières de la commune avec le cimetière de Trivaux. Une entrée secondaire se trouve rue des Galons.

## Historique
L'ouverture d'un nouveau cimetière est décidé vers 1850 lorsque le vieux cimetière situé derrière l'église Saint-Martin de Meudon ne peut plus accueillir de nouvelles sépultures. Les travaux des Longs Réages commencent en 1856 et sont complètement achevés en 1857. Vers 1910, les Longs Réages arrivent à leur tour à saturation entraînant la décision de créer un nouveau cimetière, le cimetière de Trivaux situé en bordure de forêt de Meudon, qui est inauguré en 1922.
En 1896, le fils de l'archéologue Jean-Baptiste Piketty rachète le dolmen de Ker-Han situé à Saint-Philibert dans le Morbihan pour le transférer par voie ferroviaire dans le cimetière afin d'orner leur tombe familiale.

## Personnalités inhumées
Les personnes les plus notables enterrées dans le cimetière sont :
- Pierre Aubry (1874-1910), musicologue et paléographe
- José de Bérys (Joseph Bloch, 1883-1957), écrivain
- Henri Blanche (1857-1945), architecte
- Francine Bloch (1916-2005), fille de Joseph Bloch, critique littéraire
- Charles Bontemps, ingénieur
- Marcel Brion (1895-1984), historien et romancier
- Mathilde Casadesus (1921-1965), comédienne
- Louis-Ferdinand Céline (1894-1961), écrivain. Dans sa tombe est également inhumée son épouse Lucette Destouches née Lucie Almansor (1912-2019), professeur de danse
- Charles-Edmond Chojecki (1822-1899), journaliste, essayiste et poète polonais
- Émile Danoën (Émile Orvoën, 1920-1999), époux de Francine Bloch, chroniqueur et écrivain
- Armand Charles Alexandre Digeon (1826-1892), vicomte et Pair de France
- Marcel Dupré (1886-1971), organiste et compositeur
- Raymond Galoyer (1896-1961), artiste-peintre
- Jean-Joseph Gaume (1802-1879), théologien
- Jean Gaupillat (1891-1934), coureur automobile
- Stéphane Gsell (1864-1932), archéologue et historien
- Féodor Hoffbauer (1839-1922), archéologue
- Georges Hourdin (1899-1999), journaliste
- Bertrand Jérôme (Bertrand de la Rosière, 1926-2006), comédien et animateur radio
- René Leduc (1901-1983), résistant et homme politique (député-maire de Meudon)
- Édouard Leuge-Dulaurier (1807-1881), orientaliste et égyptologue
- Jules Machard (1839-1900), peintre
- Alberto Magnelli (1888-1971), peintre italien
- Philippe Maillard-Brune (1910-2007), coureur automobile
- René Mekki (1919-2002), homme politique
- Charles-Louis-Fleury Panckoucke (1780-1844), éditeur
- Max Papart (1911-1994), peintre et plasticien
- Léopold Petit (1837-1911), architecte
- Charles Guillaume Petit (1848-1921), chimiste et ingénieur
- Jean-Baptiste Piketty (1827-1894), archéologue qui repose sous le dolmen de Ker-Han
- René-Victor Pilhes (1934-2021), écrivain
- Bertrand Poirot-Delpech (1929-2006), journaliste et écrivain
- Lina Prokofiev (Carolina Codera, 1897-1989), soprane espagnole
- Jacques Rouffio (1928-2016), réalisateur
- Adolphe Simonis-Empis (1795-1868), homme de lettres et directeur de théâtre
- François Stahly (1911-2006), sculpteur
- Jean-Pierre Sudre (1783-1866), peintre et graveur
- René Zuber (1902-1979), photographe et écrivain
- Jacques Wély (1873-1910), peintre et illustrateur

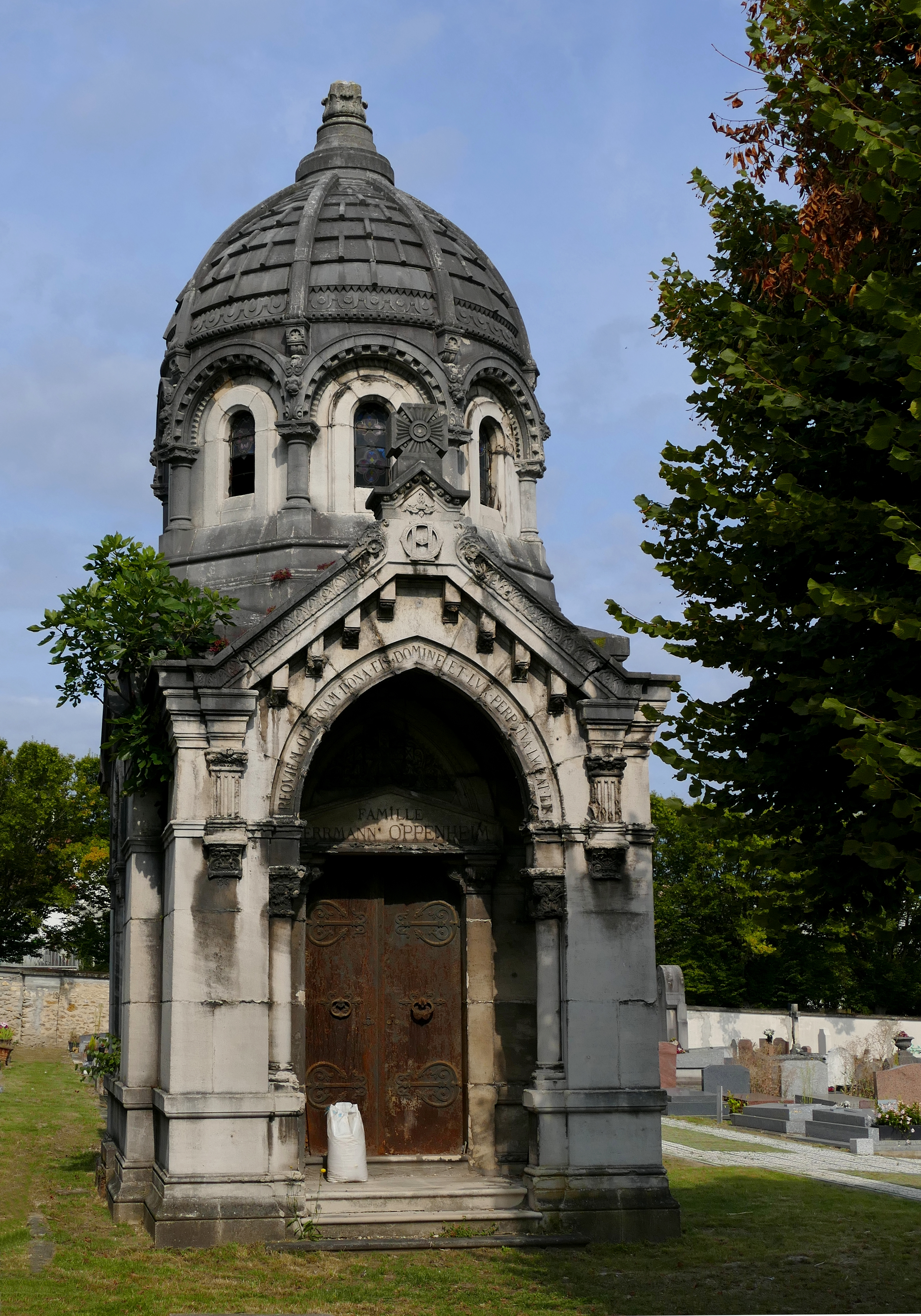
Chapelle funéraire de la famille Herrmann Oppenheim, vers 1880.
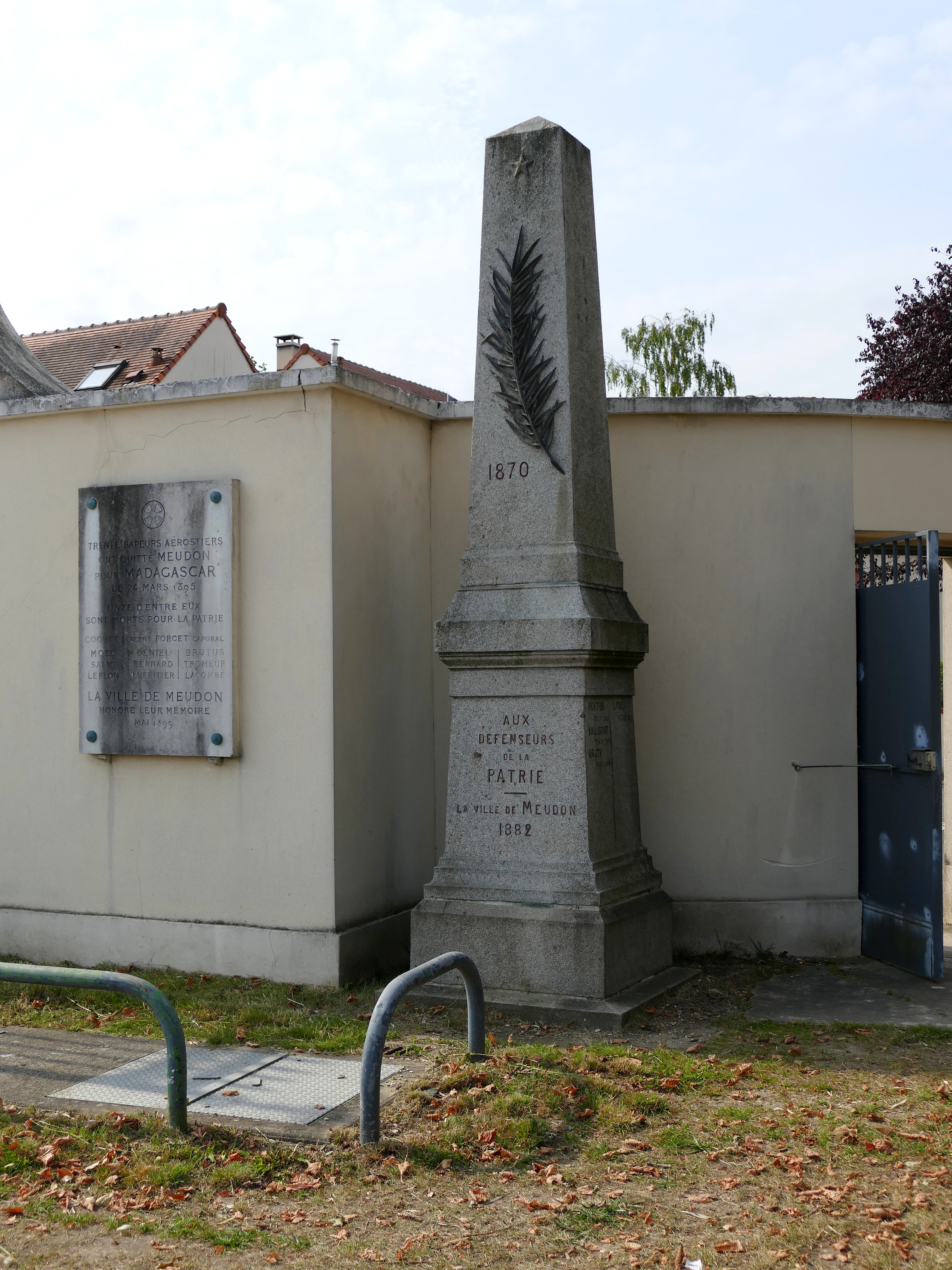
Le monument aux morts de la guerre de 1870.
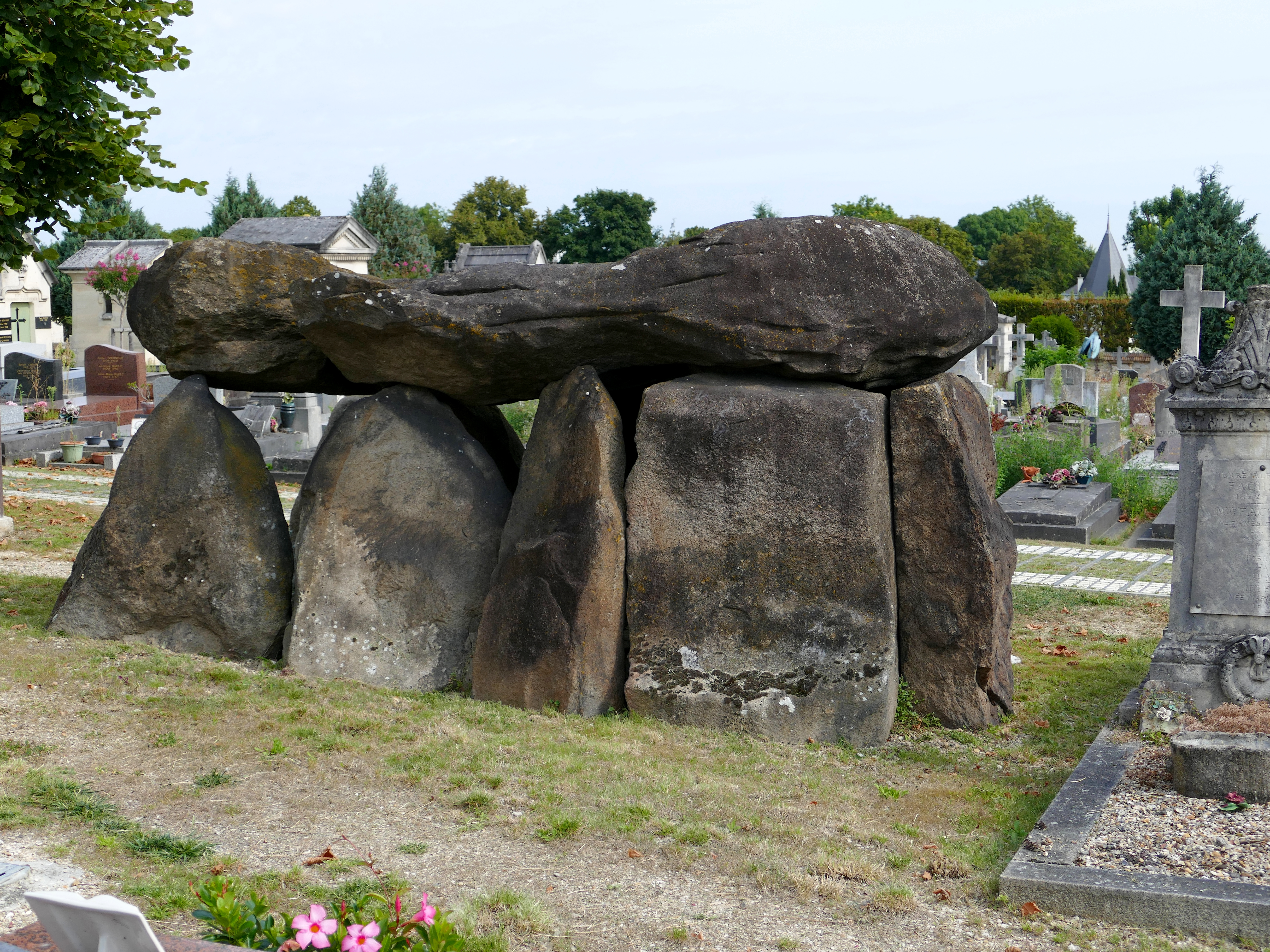
Le dolmen de Ker-Han de la famille Piketty.
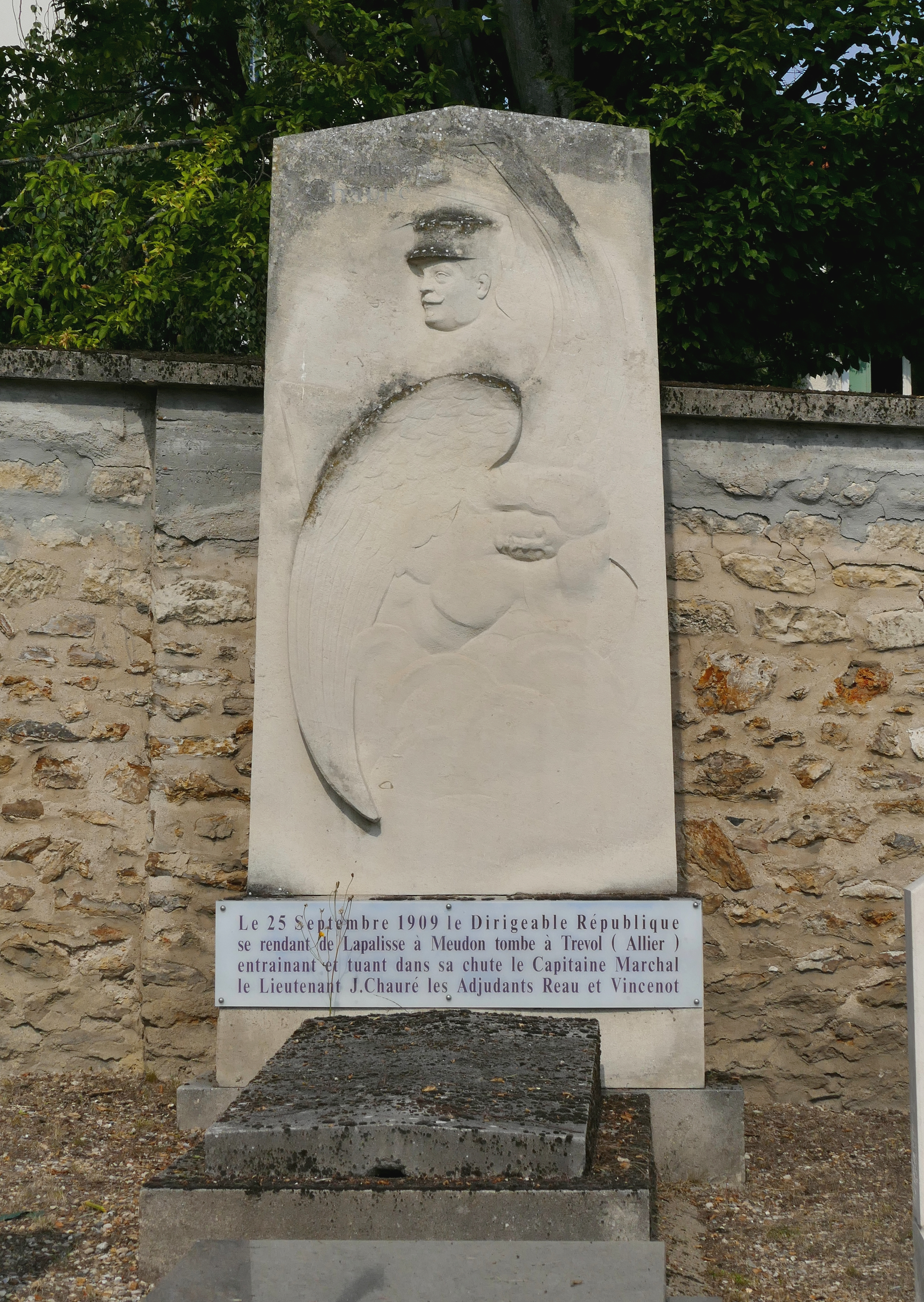
La stèle de l'accident du dirigeable République en 1909.